# Yahya II. al-Wathiq
Yahya II. al-Wathiq (arabisch أبو زكريا يحيى الواثق, DMG Abū Zakariyā Yaḥyā al-Wāṯiq; † 1280) war Kalif der Hafsiden in Ifrīqiya (1277–1279).
Yahya II. al-Wathiq übernahm die Herrschaft von seinem Vater Muhammad I. al-Mustansir (1249–1277). Er überließ die Regierung des Reichs seinem Kämmerer Ibn al-Habbabu. Unter den Hafsiden brachen nun Machtkämpfe aus. Dies war wohl auch ein Grund, dass Yahya II. die Stadtbefestigung von Tunis errichten ließ. Dennoch wurde Yahya II. al-Wathiq 1279 durch seinen Sohn Abu Ishaq Ibrahim I. (1279–1283) gestürzt. Dieser ließ Yahya II. und dessen Kämmerer 1280 hinrichten.